# Società Sportiva Dilettantistica Sansovino
La Società Sportiva Dilettantistica Sansovino S.r.l., meglio nota come la Sansovino, è una società calcistica italiana con sede a Monte San Savino, in provincia di Arezzo. Milita in Eccellenza.
Fondata nel 1929 si è fusa con l'Olimpic '96 nel 2014, cambiando denominazione in Olimpic Sansovino. Dal 2003 al 2008 ha disputato cinque stagioni di professionismo in Serie C2, ottenendo come miglior risultato un terzo posto. Nel palmarès conta la vittoria di una Coppa Italia Serie D nella stagione 2002-2003.
I colori sociali sono l'arancione e il blu. Disputa le partite di casa al campo sportivo Le Fonti.

## Storia
L'U.S. Sansovino nasce nel 1929, grazie ai favori dei maggiorenti paesani. Come colori sociali furono scelti l'arancione e il blu; il nome, invece, ricorda una delle personalità più illustri native di Monte San Savino, Andrea Contucci detto, per l'appunto, il Sansovino che visse nella città ove nacque tra la fine del Quattrocento e l'inizio del Cinquecento. Solo dal 1934, però, la squadra si iscrive regolarmente ai campionati FIGC. Con un'interruzione durante il periodo della seconda guerra mondiale, gli arancioblé militano sempre nei campionati dilettantistici toscani.
Nella stagione 1980-1981, con Carlo Caroni alla guida tecnica, la Sansovino conosce, per la prima volta nella sua storia, la quarta serie del calcio italiano; la piccola realtà savinese si misura con compagini blasonate e conosciute. Dopo due anni di Interregionale, retrocede e, di lì in poi, inizia un lento declino, che dura sino agli inizi degli anni novanta. Nel frattempo, si cambia denominazione (da U.S. ad A.C.) e terreno di gioco: nel 1984 viene inaugurato il nuovo Comunale Le Fonti. A metà degli anni novanta, l'allenatore Loris Beoni riesce a portare la squadra dalla Prima Categoria sino all'Eccellenza (spareggio per la Serie D perso, nel 1996, contro l'Aglianese).

### L'ascesa fra i professionisti
Dopo molti anni in questa categoria, nel 2000-2001, la Sansovino, con in panchina Maurizio Sarri, conquista il passaggio in Serie D, dopo 20 anni esatti da quel lontano 1981. Nella seconda stagione in Serie D (2002-2003) gli arancioblé vincono la Coppa Italia Serie D, in finale contro l'U.S.O. Calcio, mentre in campionato si classificano al secondo posto; sono promossi in Serie C2 grazie al ripescaggio. Primo campionato di C2 per la Sansovino quindi nel 2003-2004: con una squadra di poco più di 15 giocatori riesce a salvarsi all'ultima giornata evitando anche i play-out guidata dall'esordiente Agostino Iacobelli. Nel 2004-2005 si salva ancora all'ultima giornata.
Nell'estate del 2005, torna sulla panchina savinese quel Loris Beoni, che, negli anni novanta, aveva risollevato le sorti del calcio a Monte San Savino: il campionato viene concluso al terzo posto finale con la promozione persa solo in finale play-off contro il Sassuolo. Molto peggio nella stagione 2006-2007 nella quale Beoni viene esonerato a quasi tre quarti della stagione, cedendo il posto al subentrante Fabrizio Fabris. Alla fine il penultimo posto in classifica costringe la squadra aretina a giocare i play-out contro il Boca San Lazzaro. La Sansovino vince per 3-1 a Monte San Savino mentre nel ritorno viene sconfitta per 1-0, per cui si salva dalla retrocessione in Serie D grazie alla differenza reti. 

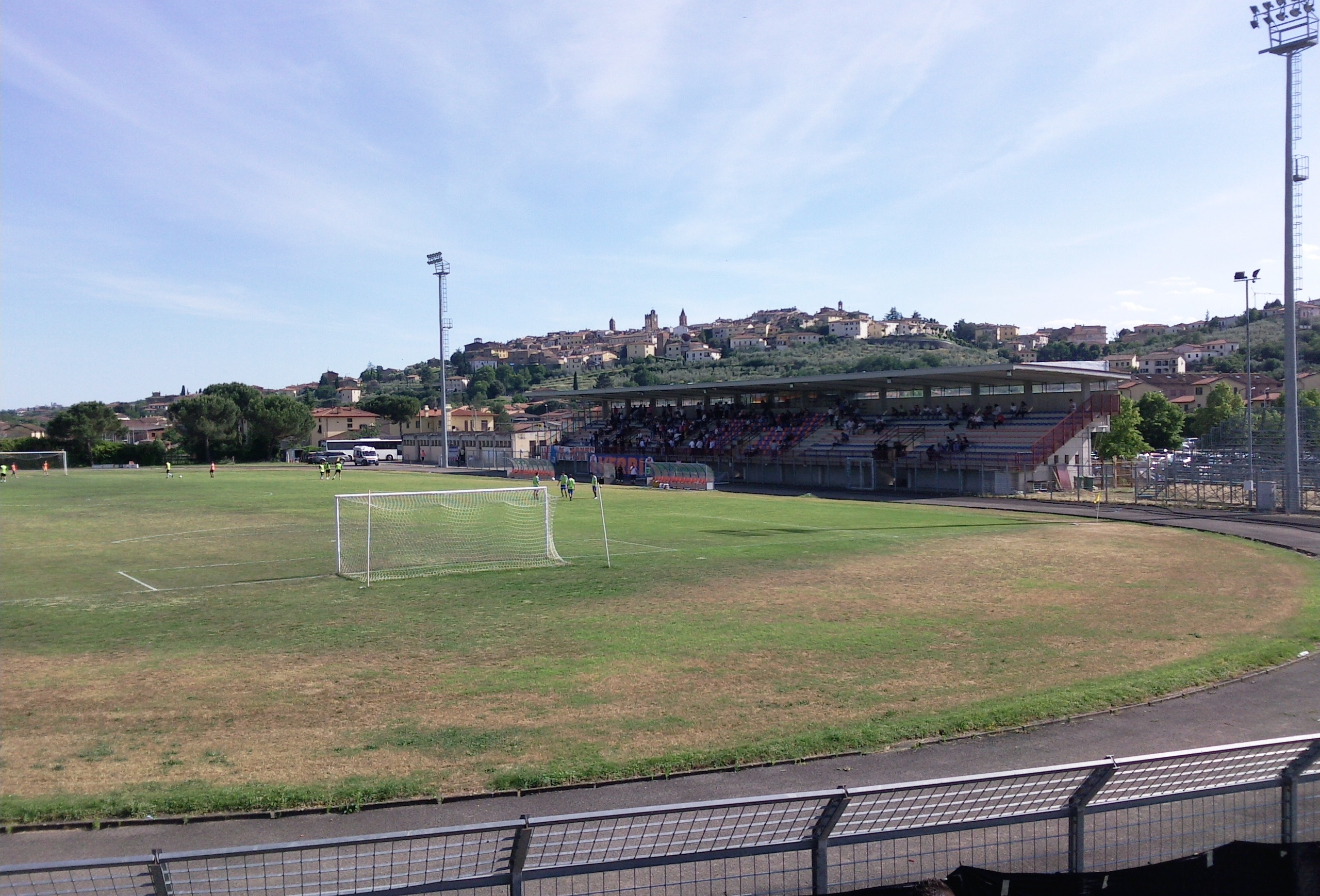
Stadio Le Fonti - Veduta della Tribuna dal settore Ospiti (2011)

Nell'estate del 2007, la società passa dalle mani di Donella Maffei a quelle di Pietro Pecorini. Il cambio dirigenziale e il conseguente allontanamento di Nario Cardini, storico d.s. della società, inducono a un campionato assolutamente misero, che culmina con la retrocessione diretta in Serie D. Finisce così un ciclo per la Sansovino, che ha portato la piccola squadra della Valdichiana, in 12 anni, dalla Prima Categoria allo spareggio per la C1.
Dalla stagione 2008-2009, la società ritorna nelle mani di Giorgio Veltroni, già presidente proprio ai tempi dell'ultima Serie D, che si è affidato per la guida tecnica a Francesco Baiano alla sua prima esperienza da allenatore. Tuttavia al termine della stagione la squadra retrocede in Eccellenza, dopo lo spareggio play-out con il Sangimignano.

### Il ritorno nei Campionati Regionali
Dopo otto anni la squadra torna quindi in Eccellenza. La rosa viene rivoluzionata, il nuovo diesse Lorenzo Grazi chiama in panchina Filippo Giovagnoli, ex tecnico dell'Urbino. Viene allestita una squadra fatta di nomi importanti, ma i risultati non sono quelli sperati. Divergenze con la proprietà inducono Grazi alle dimissioni, a dicembre gran parte dei "senatori" dello spogliatoio vengono allontanati. La squadra comincia a ingranare, alla fine arriva un lusinghiero quarto posto. La Sansovino partecipa ai play-off, non riuscendo però a superare la Castelnuovese.

### Di nuovo in Serie D
All'inizio della stagione 2010-2011 torna a ricoprire la carica di direttore sportivo Nario Cardini, che aveva contribuito a portare la squadra arancioblé a giocare cinque stagioni di Serie C2. Il nuovo allenatore è Roberto Fani, proveniente dalla Sinalunghese. Il campionato termina con il secondo posto nel Girone B di Eccellenza Toscana e la vittoria dei playoff nazionali contro il Frascati che sanciscono il ritorno in Serie D dopo 3 anni.
Nella Serie D 2011-2012 gli arancioblé vengono inseriti nel girone E (con avversarie come Arezzo e Sansepolcro). L'inizio di stagione è promettente con la squadra che dopo 12 turni è al quinto posto, anche se poi inizia un inesorabile declino che fa racimolare soli 6 punti in tutto il girone di ritorno. La Sansovino chiude al 18º e ultimo posto e torna così in Eccellenza Toscana dopo una sola stagione. Nel successivo campionato di Eccellenza Toscana girone B chiude all'ultimo posto retrocedendo così in Promozione.

### La nuova denominazione
A seguito di un'ulteriore retrocessione nel campionato di Prima Categoria, all'inizio della stagione sportiva 2014-2015 si fonde con l'ACD Olimpic '96 di Ciggiano (frazione di Civitella in Val di Chiana) dando vita all'ACD Olimpic Sansovino, che partecipa poi al campionato regionale di Promozione Toscana nella stagione 2015-2016.
Al ritorno nel Campionato di Promozione, la squadra termina la stagione al terzo posto, poi batte nei play off Castelnuovese, Sinalunghese, Antella, per poi perdere l'ultimo atto ai rigori con il San Marco Avenza. Arriva comunque il ripescaggio in Eccellenza.
L'avventura nella massima categoria regionale dura poco, perché nella stagione 2016-2017 gli arancioblé concludono malinconicamente all'ultimo posto e scendono in Promozione. Un'altra retrocessione l'anno successivo, in Prima Categoria.
Nell'estate del 2019 la società si rinforza con l'ingresso dell'imprenditore locale Alessandro Iacomoni che chiama in panchina Alessandro Violetti per tentare la pronta ripartenza: il Campionato non va come sperato; la squadra dopo essere stata per lungo tempo in testa va in crisi e conclude al quarto posto, prima dell'interruzione delle competizioni per l'emergenza COVID-19.
Nella stagione 2020-2021 la squadra si ripresenta ai nastri di partenza in Prima Categoria e la panchina viene affidata a Marco Iacomoni. La squadra termina il Campionato al primo posto ed ottiene l'accesso in Promozione.
Con il dichiarato obiettivo del doppio salto, la Sansovino si presenta ai nastri di partenza della nuova stagione con il confermato tecnico Marco Iacomoni. L'avventura verso la promozione in Eccellenza, però, si ferma ai play off dopo il secondo posto ottenuto nella regular season.
Play off amari per la compagine arancioblè anche nella stagione 2023-2024. Guidata dal nuovo tecnico Enrico Testini, è sconfitta ai play off dal Grassina nella finale play off disputata sul campo neutro di Figline Valdarno.

### Un'annata storica
La stagione 2024-2025, con la squadra di nuovo protagonista nel campionato di Promozione Toscana, inizia con l'esonero dopo poche giornate del tecnico Enrico Testini . La panchina viene affidata a Giacomo Chini .
Il 19 marzo 2025 si aggiudica la Coppa Toscana di Promozione battendo ai calci di rigore la squadra pisana del San Giuliano, in una gara giocata al "Bozzi" di Firenze davanti ad una grande cornice di pubblico. Il 26 marzo 2025, pareggiando 1-1 il recupero con il Luco, vince con due giornate di anticipo il campionato di Promozione girone C e conquista l'Eccellenza. 

## Palmarès

### Competizioni nazionali
- Coppa Italia Serie D: 1

2002-2003

### Competizioni regionali
- Eccellenza: 1

2000-2001 (girone B)
- Promozione: 2

1994-1995 (girone C), 2024-2025 (girone C)
- Coppa Italia di Promozione: 1

2024-2025
- Prima Categoria: 3

1992-1993, 2014-2015 (girone E), 2021-2022 (girone F)

## Statistiche e record

### Partecipazione ai campionati nazionali
| Livello | Categoria                 | Partecipazioni | Debutto   | Ultima stagione | Totale |
| ------- | ------------------------- | -------------- | --------- | --------------- | ------ |
| 4º      | Serie C2                  | 5              | 2003-2004 | 2007-2008       | 5      |
| 5º      | Campionato Interregionale | 2              | 1981-1982 | 1982-1983       | 6      |
| 5º      | Serie D                   | 4              | 2001-2002 | 2011-2012       | 6      |